# Plusiodonta basirhabdota
Plusiodonta basirhabdota là một loài bướm đêm trong họ Noctuidae.